# FK 실렉스
FK 실렉스(마케도니아어: ФК Силекс, FK Sileks)는 크라토보를 연고로 하는 북마케도니아의 축구 클럽이다. 현재는 북마케도니아 1부 리그에 참가하고 있다.

## 역사
90년대 들어서 실렉스의 가장 큰 성과는 유고슬라브 컵에서 준결승에 오른것이다. 그들은 사라예보팀이었던 FK 젤레즈니차르 사라예보와 FK 사라예보를 연이어 꺾고 올라왔는데 이 두 팀은 당시 리그 최상위팀이어서 모두가 패배를 예상했기 때문에 이는 큰 충격이었다. 
북마케도니아 1부 리그가 설립된 이후로 2013년에 강등될 때까지 줄곧 상위권에 있었다. 북마케도니아 1부 리그에서의 가장 큰 성과는 3번의 리그 우승과 2번의 리그컵 우승이다.

## 성적
- 북마케도니아 1부 리그 우승 3회 (1995-96, 1996-97, 1997-98), 준우승 5회 (1992-93, 1993-94, 1994-95, 1998-99, 2003-04)
- 북마케도니아 2부 리그 우승 1회 (2013-14)
- 북마케도니아컵 우승 2회 (1993-94, 1996-97), 준우승 1회 (1994-95)

## 선수 명단

### 현역
참고: FIFA 자격 규정에 따라 소속된 국가대표팀 국기를 표시합니다. 선수는 복수의 FIFA 비회원국 국적을 가지고 있을 수 있습니다.
| 번호 | 포지션 | 국적                  | 이름                  |
| ---- | ------ | --------------------- | --------------------- |
| 9    | FW     | 보스니아 헤르체고비나 | 아디 알리츠           |
| 19   | FW     | 북마케도니아          | 마르코 조르지에프스키 |

| 번호 | 포지션 | 국적 | 이름 |
| ---- | ------ | ---- | ---- |

## 역대 감독
| 감독                | 임기        |
| ------------------- | ----------- |
| 네나드 스타브리치   | 2001 ~ 2002 |
| 네보이사 페트로비치 | 2003 ~ 2005 |
| 요시프 피르마예르   | 2006        |
| 고란 시모브         | 2019 ~      |